# Weneda Dobaczewska

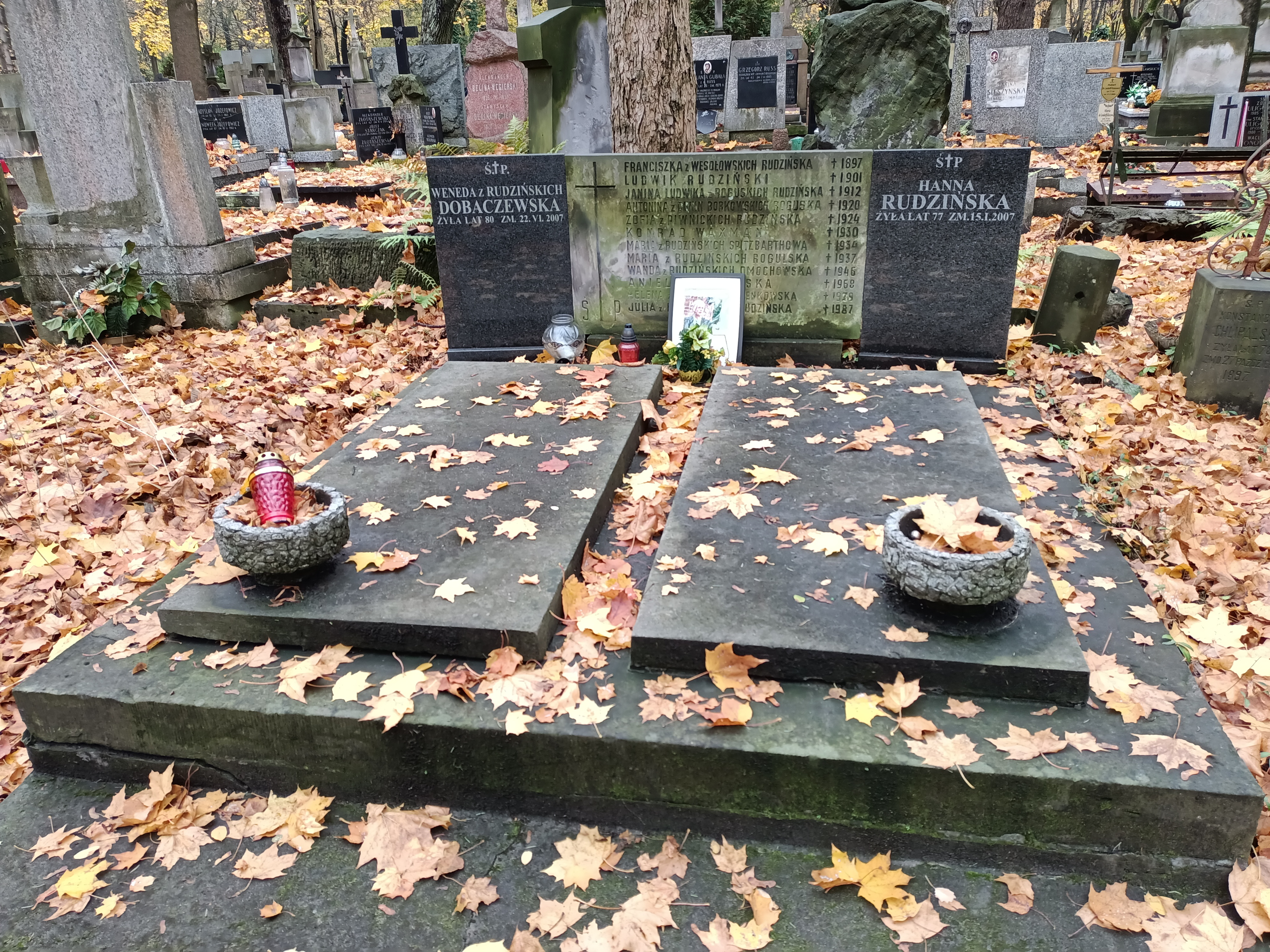
Grób Wenedy Dobaczewskiej na Cmentarzu Powązkowskim

Weneda Dobaczewska z domu Rudzińska (ur. 1 września 1926 w Wilnie, zm. 22 czerwca 2007 w Warszawie) – pionierka geodezji satelitarnej w Polsce, była Przewodnicząca Komisji Geodezji Satelitarnej KBKiS PAN, oraz wieloletni kierownik Zakładu Geodezji Planetarnej Instytutu Geofizyki, a następnie Centrum Badań Kosmicznych PAN. Członek i Sekretarz Naukowy, Komitetu Geodezji PAN oraz Komitetu Badań Kosmicznych i Satelitarnych PAN. Matka Jacka Jana Dobaczewskiego fizyka, profesora Uniwersytetu Warszawskiego. W latach 1947–1951 studiowała na Politechnice Warszawskiej, następnie pracowała na Politechnice w charakterze asystenta do 1962. Pochowana na cmentarzu Powązkowskim (kwatera 246-4-8/9).